# Onthophagus abyssinicus
Onthophagus abyssinicus är en skalbaggsart som beskrevs av Gillet 1925. Onthophagus abyssinicus ingår i släktet Onthophagus och familjen bladhorningar. Inga underarter finns listade i Catalogue of Life.